# Данилович, Владан
Владан Данилович (босн. Vladan Danilović; род. 27 июля 1999, Фоча, Республика Сербская) — боснийский футболист, полузащитник клуба «Насьонал» и сборной Боснии и Герцеговины.

## Клубная карьера
Данилович — воспитанник клуба «Сутейка Фоча». 22 августа 2015 года в матче против «Дрина Висеград» он дебютировал в Первой лиге Боснии и Герцеговины. Летом 2016 года Данилович перешёл в «Борац». В том же году он дебютировал за новую команду. По итогам сезона Владан помог клубу выйти в элиту. 23 июля 2017 года в матче против «Челика» он дебютировал в чемпионате Боснии и Герцеговины. По окончании сезона клуб опять вылетел из элиты, но через год вновь вернулся обратно. Летом 2020 года Данилович перешёл в португальский «Насьонал». 8 ноября в матче против «Жил Висенте» он дебютировал в Сангриш лиге. По итогам сезона клуб вылетел в Сегунда лигу. 30 января 2022 года в поединке против дублёров «Порту» Владан забил свой первый гол за «Насьонал». 

## Международная карьера
15 ноября 2020 года в матче Лиги наций против сборной Нидерландов Данилович дебютировал за сборную Боснии и Герцеговины.